# Ein Zimmer für sich allein
Ein Zimmer für sich allein oder Ein eigenes Zimmer (im Original: A Room of One’s Own) ist ein 1929 erschienener Essay der britischen Schriftstellerin Virginia Woolf (1882–1941), der bereits zu ihren Lebzeiten große Anerkennung erhielt und heute zu den meistrezipierten Texten der Frauenbewegung gehört. Der Aufsatz vereint Thesen zum Feminismus und zur Geschlechterdifferenz mit solchen zur Literaturgeschichte und zur Poetik. In deutscher Übersetzung wurde er unter dem Titel Ein Zimmer für sich allein erstmals im Jahr 1978, übersetzt von Renate Gerhardt, veröffentlicht. 2001 erschien Ein eigenes Zimmer in der Übersetzung von Heidi Zerning, und 2012 kam Ein Zimmer für sich allein, ins Deutsche übertragen von Axel Monte, heraus. Zwei weitere Neuübersetzungen erschienen 2019 beim Kampa Verlag in der Übersetzung von Antje Rávik Strubel bzw. 2020 beim Anaconda Verlag in der Übersetzung von Christel Kröning.

## Entstehung, Form und Wirkung
Die Autorin Virginia Woolf entstammte einer wohlhabenden Intellektuellen-Familie, die zahlreiche Kontakte zu Literaten hatte. Als Jugendliche erlebte sie die viktorianischen Beschränkungen für Mädchen und Frauen, doch als sie ihren Essay A Room of One’s Own verfasste, gehörte sie bereits als Frau zu den anerkanntesten Kulturschaffenden ihres Sprachraums und spielte eine zentrale Rolle in der Bloomsbury Group. Der Text des Essays basiert auf zwei Vorträgen, die Woolf im Oktober 1928 am Girton College und am Newnham College – zwei Institutionen der renommierten Universität Cambridge – gehalten hat. Diese Colleges waren die ersten in England, die 1869 und 1871 ausschließlich für das Studium von Frauen gegründet worden waren, wobei sich die männlichen Professoren des Haupthauses in Cambridge zu den Vorlesungen an den Standort der „Ladies“ begaben.
Die Vorträge konnten wegen der Länge nicht vollständig vorgelesen werden. In den folgenden Monaten ergänzte Woolf sie zu einem längeren Essay, der in Buchform veröffentlicht werden sollte. Im März 1929 erschien eine kürzere, weniger ausgefeilte Version unter dem Titel Women and Fiction in der Zeitschrift The Forum. Die Erstausgabe wurde am 24. Oktober 1929 in dem von Virginia und ihrem Ehemann Leonard Woolf 1917 gegründeten „avantgardistischen“ Londoner Verlag Hogarth Press herausgegeben. Zusätzlich wurden 600 Exemplare gedruckt, die Virginia Woolf signierte. Zeitgleich erschien eine amerikanische Ausgabe bei Harcourt Brace & Co in New York. Nach ihrem Biografen und Neffen Quentin Bell verkaufte sich das Buch „außerordentlich gut“ und brachte ihr wohlwollende Briefe ihrer Stammleserinnen ein. Der Aufsatz sei „höchst aufschlußreich für jeden, der sich mit Virginias Leben befaßt. Denn in 'A Room of One’s Own’ hört man Virginia sprechen.“ Kindlers Neues Literaturlexikon bewertet das an ein „weibliches Publikum“ gerichtete Werk als „unterhaltsam“ Fakten und Fiktion zusammenführend und zum „eigenen Nachdenken“ anregend.
Tatsächlich äußert Woolf hier sehr klar ihre Ansichten über das Thema „Frauen und Literatur“, zu dem man sie vorzutragen gebeten hatte. Darüber hinaus ist der Essay auch aufschlussreich für ihr eigenes schriftstellerisches Werk; Woolf formuliert einige Aufgaben, die die Literatur von Frauen und Männern gleichermaßen zu erfüllen habe. Denn sie unterscheidet nicht nach Geschlecht hinsichtlich des „schöpferischen Potentials“ und der literarischen Aufgabenstellung. An vielen Stellen reflektiert Woolf darüber, was es heißt, zu schreiben, zu erzählen, sich einem Thema zu nähern. Das Sprechen überlässt sie der Erzählerfigur, einer der „vier Marys“ der Königin Maria Stuart. (Die „vier Marys“ entstammen direkt einer schottischen Ballade, die aus der Ich-Perspektive von Mary Hamilton am Vorabend ihrer Hinrichtung gesungen wird). Dieser Kunstgriff zeigt, dass sie den Essay nicht nur als persönliche Meinung verstanden wissen will, sondern als Gesellschaftskritik, eine Haltung, die stellvertretend für viele Frauen der Geschichte geäußert wird.
A Room of One’s Own gehört zu den grundlegenden Texten der Frauenbewegung, die sehr häufig rezipiert werden. Virginia Woolfs Ansehen als bedeutende Autorin des 20. Jahrhunderts beruht auch auf diesem Essay. Zusammen mit Drei Guineen aus dem Jahr 1938 zählt er zu den Basiswerken des Feminismus. Die genaue Beschreibung der Benachteiligung oder sogar Exklusion von Frauen im universitären Bereich machte die Notwendigkeit akademischer Frauen- und Geschlechterforschung deutlich, um den Mechanismen nachzugehen, die das Ungleichgewicht der Bildungs-, Macht- und Einkommensverhältnisse hervorrufen. In der Literaturkritik nicht einheitlich bewertet, wird der Aufsatz auch aufgrund seiner rhetorischen Form teilweise als brillant bezeichnet. Der Autor in Kindlers neuem Literaturlexikon (1992) bilanziert:

„Mit ihrer geistreichen Polemik und ihren überzeugenden Schlussfolgerungen begründete Woolf zudem die Beschäftigung mit der literarischen Tradition der Frau und einer erweiterten Kanonbildung.“

## Soziologisch-historische Einordnung
Die Abhandlung entstand Ende der 1920er Jahre, zu einer Zeit, als es für Frauen in England zunehmend selbstverständlicher wurde, als Schriftstellerin zu arbeiten. Das bedeutete nicht, dass sie gleiche Chancen auf Erfolg hatten wie ihre männlichen Kollegen – aber bürgerliche Frauen, die schöngeistige Literatur verfassten oder Wissenschaft betrieben, wurden allmählich anerkannt.
1870 und 1882 waren in England die Married Women’s Property Acts verabschiedet worden, die verheirateten Frauen eigenen Besitz erlaubten. 1919 erlangten Frauen das allgemeine Wahlrecht und durften frei ihren Beruf wählen. Virginia Woolf selbst profitierte von dieser neuen Freiheit. Nach dem Ende des Ersten Weltkriegs registrierte sie wie viele andere einen „Wandel“ der allgemeinen Stimmung, herbeigeführt durch die neuen Freiheiten der Frauen, war sich ihrer historisch einmaligen privilegierten Position allerdings bewusst. Wie viele ihrer Schriftsteller-Kolleginnen verstand auch sie sich als Feministin und Pionierin der weiblichen Literatur und hat nach Wolfgang Karrer und Eberhard Kreutzer (1989) damit literatursoziologische Aspekte („Autorensoziologie“) und ästhetische Grundsätze künstlerischer Herangehensweisen von Frauen verknüpft. Ihr Essay richtet sich direkt an die junge Generation von Frauen, bei denen sie ein Bewusstsein schaffen wollte für ihre historische Situation und ihre Aufgaben in der Emanzipationsbewegung. Ihr Ziel war allerdings nicht Differenz, sondern neben der Aufhebung von Benachteiligungen eine Gleichstellung durch „androgyne“ Annäherung von Männern und Frauen.

## Inhalt
Die Druckfassung ist in sechs Kapitel gegliedert; die folgende Zusammenfassung der wichtigsten Inhalte und Thesen folgt nicht dieser Einteilung, sondern ist thematisch geordnet. Woolf setzt an den Anfang ihrer Betrachtung eine fiktive literarisch hochbegabte Person – die Schwester William Shakespeares – und beschreibt, welchen Hindernissen diese ausgesetzt worden wäre, allein aufgrund der Tatsache, dass Frauen in der Geschichte kulturell, sozial und ökonomisch benachteiligt waren.

### Das eigene Zimmer
Der Essay bezieht sich explizit auf die genannten gesellschaftlichen Gegebenheiten. Zwei Bedingungen mussten für Woolf infolgedessen erfüllt sein, damit auch Frauen „große Literatur“ produzieren konnten: „fünfhundert (Pfund) im Jahr und ein eigenes Zimmer“. 500 Pfund waren keine sehr stattliche Summe, aber sie genügte, um das Auskommen zu gewährleisten. Materielle Sicherheit ist die zentrale Forderung des Essays, denn sie bedeutete Unabhängigkeit von Ehemännern oder Almosen. Dieser Anspruch war Woolf sehr wichtig; er zieht sich durch ihr Leben wie durch ihr schriftstellerisches Werk. Den Luxus eines eigenen Zimmers genoss Virginia Woolf selbst seit 1904, als ihre Familie nach dem Tod ihres Vaters in ein Haus nach Bloomsbury zog. Ihr selbst verdientes Einkommen hatte erst im Jahr 1926 die Grenze von 500 Pfund überstiegen.
Neben materieller Sicherheit war für Woolf ein eigener Raum für schöpferische Arbeit unerlässlich, denn Frauen ist bis spät ins 19. Jahrhundert fast keine Privatsphäre zugedacht worden aufgrund ihres Aufgabenbereichs im Haus. Wenigen sei es vergönnt gewesen, täglich einige Stunden ungestört Zeit zu verbringen, um zu schreiben. Das Haus galt über Jahrtausende, so beispielsweise in der griechischen Antike (Oikos), als der Raum der Frau, während die Welt außerhalb den Männern gehörte. Doch selbst in diesem Raum, in dem die Frau über Einfluss verfügte, den sie aber oft nur mit Erlaubnis und in Begleitung verlassen konnte, habe sie keinen Anspruch auf ein eigenes Zimmer gehabt. Das „eigene Zimmer“ ist einerseits eine „Metapher für die Privatsphäre“, es ist aber auch ein konkreter Ort.
„Frauen haben seit Millionen Jahren in geschlossenen Räumen gesessen, so daß inzwischen sogar die Wände durchdrungen sind von ihrer Schaffenskraft.“ Die Zimmer der Frauen können und müssen daher Gegenstand der Literatur werden. Wenn Woolf von den „Gemächern“ und „Höhlen“ spricht, die die „Fackel“ der Literatur ausleuchten müsse, so umfasst dies auch die „Seele“, die Gänze des Lebens; die zahllosen alltäglichen Erfahrungen, Träume, Gedanken, Augenblicke, die ohne die Möglichkeit des Schreibens für immer verloren gingen.
Die Metapher des „eigenen Zimmers“ hat mehrere Dimensionen, die Woolf im Text ausformuliert oder andeutet:
1. Ein eigener Raum innerhalb des Hauses im Sinne von Privatbesitz; materielle Unabhängigkeit.
2. Persönliche Privatsphäre; geistige Unabhängigkeit.
3. Nur die androgyne Seele mit männlichen und weiblichen Anteilen ermöglicht literarisches Genie.[24]
4. Ein eigener diskursiver Raum in der Geschichte; das Recht auf einen Anteil am Feld der Kulturproduktion.

### Die zwei Colleges
Woolf beginnt ihren Text mit einem fiktiven Spaziergang über den Campus von Oxbridge – Oxbridge ist ein Kofferwort für die exklusiven Universitäten von Oxford und Cambridge. Die weibliche Figur wird daran gehindert, über den Rasen zu gehen, und sie erhält keinen Zugang zur Bibliothek. Damit sind bereits die ersten Institutionen angesprochen, zu denen Frauen keinen Zutritt bekamen: die Wissenschaft und die Welt der Bücher. In dieser Universität herrscht angeblich „der Geist, aller Berührungen mit der Wirklichkeit enthoben (es sei denn, man betrat wieder den Rasen)“ – doch durch die Zugangsbeschränkungen erweist sich auch dieser Zufluchtsort des Geistes den herrschenden sozialen Reglementierungen unterworfen.
Danach wird sie zu einer Tischgesellschaft eingeladen; das üppige Mahl demonstriert, dass die männlich dominierte Universität auf goldenen Fundamenten steht. Das zweite Essen findet in dem fiktiven Frauencollege „Fernham“ statt; hier löffelt man dünne Suppe von einfachen Tellern. Dabei beklagt die Erzählerin „die schändliche Armut unseres Geschlechts“; die durch Spenden finanzierten Frauencolleges konnten nicht auf Generationen reicher Gönnerinnen zurückblicken wie ihre traditionellen männlichen Pendants.
Da insbesondere die Ausbildung junger Frauen Virginia Woolf am Herzen lag, sprechen die Szenen in den zwei Colleges unmittelbar die Situation der Zuhörerinnen bzw. Leserinnen an. Als weibliche Normalität einer unverheirateten Frau kannten diese eher schlecht bezahlte Tätigkeiten: in der Kindererziehung, der Pflege oder in journalistischen Gelegenheitsarbeiten.

### Weibliche Literaturgeschichte
Der Unterschied zwischen den Geschlechtern wird hauptsächlich materiell gefasst, aber Woolf beschreibt auch einen Unterschied in der Tradition: Jeder männliche Schriftsteller konnte auf eine lange Reihe von Vorbildern zurückblicken; Frauen dagegen nicht. Die Erzählerin denkt an „die Sicherheit und den Wohlstand des einen Geschlechts und an die Armut und die Unsicherheit des anderen und an die Wirkung der Tradition oder des Mangels an Tradition auf den Geist eines Schriftstellers oder einer Schriftstellerin“.
Sie erfindet eine Schwester von William Shakespeare, die ebenso talentierte Judith Shakespeare, und zeigt, wie es einer schriftstellerisch begabten Frau im 16. Jahrhundert ergangen wäre: Sie wird verspottet, am Theater abgewiesen, schließlich geschwängert und nimmt sich aus Verzweiflung das Leben. Der tragische fiktive Lebenslauf steht stellvertretend für viele Autorinnen der Literaturgeschichte vor 1900.
In ihrem Essay fordert Woolf die Erforschung der weiblichen Literaturgeschichte. Sie selbst war bereits seit 1904 als Literaturkritikerin in The Times Literary Supplement hervorgetreten. In Ein eigenes Zimmer zählt sie eine Reihe von Autorinnen auf und würdigt Margaret Cavendish, Dorothy Osborne, Aphra Behn, Emily Brontë, Christina Rossetti, Jane Austen und ihre Zeitgenossin Marie Stopes, die unter dem Pseudonym Mary Carmichael schrieb. Jedoch merke man ihnen allen – mit Ausnahme von Jane Austen – die Unterdrückung, den Zwang zur Anpassung und den Zorn an, der ihre Texte verzerre. Dieses Urteil wird von der Hauptströmung der feministischen Literaturwissenschaft nicht geteilt. Woolf zufolge muss herausragende Literatur frei von Parteilichkeit sein. Nur durch materielle Besserung der Situation von Frauen können auch sie zur poetischen „Weißglut“ des schöpferischen Geistes gelangen. „Politische Kunst“ kann dem laut Woolf nicht genügen, heißt es in der von Hans Ulrich Seeber 1991 herausgegebenen Englischen Literaturgeschichte, denn sie verwechsle „Propaganda mit der künstlerischen Deutung der Totalität des Lebens.“
Woolf stellt darüber hinaus Anforderungen an das zeitgenössische weibliche Schreiben, Jahrzehnte vor der Theorie der écriture feminine: Frauen sollen „schreiben, wie Frauen schreiben, nicht, wie Männer schreiben“, nämlich aus der Perspektive der Frau, die „weibliche Welterfahrung“ poetisch darstellen. Gegenstand dieser Literatur sollen Frauen sein, ihre Erfahrungen und Reflexionen, keine Frauenfiguren, die nur dazu da sind, Männer in Eifersuchtskämpfe zu treiben; die Literatur brauche vielmehr Schilderungen von Frauen, wie sie wirklich sind, ihre alltäglichen Handlungen, Gedanken, Beziehungen untereinander und zu Männern. Man müsse „die Anhäufung nie beschriebenen Lebens“ zum Material der Literatur machen; eine Fackel anzünden „in jenem weitläufigen Gemach, in dem noch niemand gewesen ist“.
Woolf versuchte, mit den zahlreichen Frauenfiguren ihrer Romane diesen Anspruch zu erfüllen. Das „weitläufige Gemach“ des weiblichen Lebensraums, das oben bereits angesprochen wurde, war zu diesem Zeitpunkt tatsächlich literarisch fast „unentdecktes Land“ (abgesehen von den großen Romanen der Austen und Brontës oder etwa Theodor Fontanes Frauengestalten Effi Briest, Frau Jenny Treibel u. a.).
Gerade der Forderung nach einer Erforschung des Anteils von Frauen an der Literaturgeschichte wurde durch die feministische Literaturwissenschaft seither Rechnung getragen. Mehr und mehr Autorinnen werden wiederentdeckt; Lexika und Biografien erschließen den weiblichen Anteil an der Literaturgeschichte, der bis zu Woolfs Zeiten zum großen Teil in Vergessenheit geraten war. Woolf selbst wurde und wird allgemein als große Schriftstellerin der Moderne gewürdigt und häufig mit Marcel Proust und James Joyce verglichen.
Anerkennung fand auch die Forderung nach der Wiederentdeckung literarischer Tradition durch Schriftstellerinnen. Die „Schwesternschaft“ oder die Ahnengalerie der literarischen „Mütter“ sollte die der „Väter“ endlich ersetzen bzw. vervollständigen können. Die Figur der Judith Shakespeare hat in der Frauenliteratur ebenfalls ein Eigenleben entwickelt. Es ist möglich, dass Woolf den Unterhaltungsroman Judith Shakespeare (2 Bde., Leipzig: Tauchnitz 1884) von William Black (1841–1898) wenigstens dem Titel nach kannte. Gewöhnlich wird diese Figur jedoch aus Woolfs biografischer Situation gedeutet, denn Shakespeare war für jeden englischsprachigen Schriftsteller dieser Zeit – und deutlich auch für sie – die größte Vaterfigur der Literatur.

### Das Patriarchat
Frauen sind immer nur Gegenstand der Literatur, stellt die Sprecherin fest: „Ist Ihnen bewußt, daß Sie vielleicht das am häufigsten abgehandelte Tier des Universums sind?“ Die British Library, gewissermaßen das nationale Gedächtnis Großbritanniens, sei voll von Schriften, die über Frauen verfasst wurden, von Autoren, die Frauen offen oder insgeheim hassen; die Erzählerin stellt sich einen Autor vor, „der unter einem Gefühl litt, das ihn dazu trieb, mit seiner Feder auf das Papier einzustechen, als tötete er beim Schreiben ein schädliches Insekt“. Das Patriarchat ist allgegenwärtig; die Welt voll zorniger Männer, die die Frau nur als Spiegel brauchen – als Spiegel „mit der magischen und erhebenden Kraft, die Gestalt des Mannes in doppelter Größe wiederzugeben“. Dabei plagt sie eigentlich Angst vor dem Verlust des eigenen aufgeblähten Selbstwertgefühls – wenn die Frauen sich emanzipieren, geht den Männern der Spiegel verloren.
Die Narzissmus-These ist der Psychoanalyse geschuldet; sie fand in der Frauenbewegung und in der psychoanalytischen Literaturwissenschaft später viel Anklang und wurde in ähnlicher Form oft wiederholt, jedoch auch scharf kritisiert.

### Die Androgynitäts-These
Ein vollkommener Autor, erläutert Woolf im sechsten und letzten Abschnitt des Essays, müsse androgyn sein, das heißt, er müsse im Geiste eine „natürliche Verschmelzung“ seiner männlichen und weiblichen Seite erreichen. Es sei, „als ob es im Geist zwei Geschlechter gibt, die den zwei Geschlechtern im Körper entsprechen, und ob auch sie vereinigt werden müssen, um vollkommene Befriedigung und Glückseligkeit zu erlangen“. Rein „männliche“ Schreibweisen seien langweilig und tot; die großen Schriftsteller, angefangen bei Shakespeare, seien alle androgyn gewesen.
Auch dieses Postulat ist in der Rezeption umstritten. Die moderne Literaturwissenschaft hält sich mit Thesen zur Psyche der Autoren zurück, und zahlreiche Autorinnen der Frauenliteratur lehnen diesen Anspruch ab. Ähnliches wie bei Virginia Woolf findet sich bei Simone de Beauvoir in Das andere Geschlecht.
Für ihren Essay unterbrach Woolf die Arbeit am Roman Orlando, einem Ausdruck ihrer Liebesbeziehung zu Vita Sackville-West. Dessen wichtigstes Thema ist die „heitere Androgynität“; die Titelfigur lebt mehrere Leben in aufeinanderfolgenden Epochen und wechselt von Zeitalter zu Zeitalter ihr Geschlecht. Ein eigenes Zimmer wird deshalb häufig auf Orlando und die Thematik der geschlechtlichen Identität bezogen.

### Sexualität
In Ein eigenes Zimmer finden sich wie in vielen Romanen Virginia Woolfs Anspielungen auf die lesbische Liebe. Zur damaligen Zeit fanden in Großbritannien Gerichtsprozesse wegen homosexueller Szenen in der zeitgenössischen Literatur statt. Der Prozess gegen Radclyffe Hall, Autorin des lesbisch gefärbten Romans The Well of Loneliness, spielte sich in Woolfs unmittelbarem Umfeld ab.
Virginia Woolf schätzte Sigmund Freud sehr und verlegte seine Schriften in englischer Übersetzung im eigenen Verlag, der Hogarth Press. Es verwundert also nicht, dass sie in Ein eigenes Zimmer einige „freudsche“ Bilder verwendet. Bei der Lunch-Szene zu Beginn erblicken die Gäste plötzlich eine schwanzlose Manx-Katze. Am Schluss der Mahlzeit wendet sich das Gespräch wieder der Katze zu, wobei beiläufig festgestellt wird: „Es ist merkwürdig, welchen Unterschied ein Schwanz ausmacht.“ Dieses Symbol wurde oft als Ausdruck von Penisneid und Minderwertigkeitskomplexen verstanden. In der neueren Kritik hat man das Bild jedoch anders gedeutet: Demnach weist es auf den Unterschied an Macht und finanziellen Mitteln hin, der an das Geschlecht geknüpft ist. Etwas später im Text ist von einer Dichterin die Rede, deren blühendes Talent von ihrer (patriarchalischen) Umgebung zerdrückt wird, „als hätte eine Riesengurke sich über alle Rosen und Nelken im Garten ausgebreitet und sie erstickt“.

## Rezeption
Alice Walker bezieht sich in ihrem Aufsatz Auf der Suche nach den Gärten unserer Mütter (engl. Original: In Search of Our Mothers's Gardens. Womanist Prose, 1983) auf Virginia Woolfs Postulat, dass Frauen „ein eigenes Zimmer“ benötigen, um schreiben bzw. gute Literatur produzieren zu können. Sie fragt darin, wie mit Schwarzen Autorinnen wie beispielsweise Phillis Wheatley (ca. 1753–1784) umzugehen sei – einer Sklavin, die nicht einmal sich selbst besaß, aber trotzdem schrieb. Damit stellte Wheatley im 18. Jahrhundert eine Ausnahmeerscheinung dar, die so nur durch die Unterstützung ihrer weißen Besitzer möglich war. Für viele andere Vorfahrinnen waren es ihre Gärten oder das Anfertigen von Quilts, in denen sich ihre Kreativität ausdrückte. Obwohl Walker auf die Grenzen von Woolfs Essay aufmerksam macht, zollt sie ihrem Bestreben Anerkennung, Raum für Schriftstellerinnen zu schaffen bzw. ihre ungleichen Voraussetzungen anzuerkennen. Sie verdeutlicht, dass die ungleichen Voraussetzungen nicht nur eine Frage des Geschlechts und der sozialen Schicht sind, sondern auch eine Frage der Herkunft, Ethnizität und Hautfarbe.

### Ausgaben
- Virginia Woolf: Ein eigenes Zimmer / Drei Guineen. Übers. Heidi Zerning. S. Fischer, Frankfurt am Main 2001, ISBN 3-10-092573-4 (die hier zitierte Ausgabe)
- Virginia Woolf: Ein eigenes Zimmer. S. Fischer, Frankfurt am Main 2001, ISBN 3-596-14939-8.
  - auch verlegt bei Büchergilde Gutenberg, Frankfurt am Main 2004, ISBN 3-7632-5515-X. (Nachwort siehe Weblinks)
- Virginia Woolf: Ein Zimmer für sich allein. Übers.: Renate Gerhardt, Übers. d. Gedichte: Wulf Teichmann. Gerhardt-Verlag, Berlin 1978. (Fischer TB, Frankfurt am Main 1981, ISBN 3-596-22116-1)
- Ein Zimmer für sich allein. Übers., Erstellung der Anm. und Nachwort Axel Monte. (Reclams Universal-Bibliothek, 18887). Reclam, Stuttgart 2012, ISBN 978-3-15-018887-3.
- Ein Zimmer für sich allein. Übers. und Nachwort: Antje Rávik Strubel. Kampa Verlag, Zürich 2019, ISBN 978-3-311-22003-9.

### Textvarianten
- Women & fiction: the manuscript versions of A room of one’s own. ed. S.P. Rosenbaum. Oxford: Blackwell 1992, ISBN 0-631-18037-0.

### Sekundärliteratur
- Elaine Showalter: A literature of their own. British women novelists from Brontë to Lessing. Princeton UP, Princeton, NJ 1977, ISBN 0-691-06318-4.
- Margaret J.M. Ezell: The Myth of Judith Shakespeare: Creating the Canon of Women’s Literature. In: New Literary History: A Journal of Theory and Interpretation. 21.3 (1990), S. 579–592.

## Hörbuch
- Virginia Woolf: Ein eigenes Zimmer, 4 CDs, ungekürzte Lesung von Erika Pluhar, Random House, Köln 2007, ISBN 978-3-86604-520-0 (= Hörbuch-Edition woman voices, Nummer 9).

## Belege
1. ↑  Übersetzung der Gedichte: Wulf Teichmann. Gerhardt-Verlag, Berlin
1978, ISBN 3-920272-29-8. (siehe: Rainer Maria Gerhardt, 1981 als Fischer-Taschenbuch herausgekommen)
2. ↑  Kurzbeschreibung des Fischer Verlags
3. ↑  Mit 167 Anmerkungen, Nachwort und Literaturhinweisen. Philipp Reclam jun. Stuttgart, 2012, ISBN 978-3-15-018887-3.
4. ↑  Virginia Woolf: Ein Zimmer für sich allein. In: Kampa Verlag. Abgerufen am 25. Oktober 2022 (deutsch).
5. ↑  Ein Zimmer für sich allein. In: Anaconda Verlag. Abgerufen am 25. Oktober 2022.
6. ↑  Virginia Woolf Lesung, Bayerischer Rundfunk, 25. Mai 2013 (Memento vom 15. März 2014 im Internet Archive)
7. ↑  Hans Ulrich Seeber (Hrsg.): Englische Literaturgeschichte. Stuttgart 1991, S. 344.
8. ↑  Editionsgeschichte, uah.edu., abgerufen am 8. März 2014.
9. ↑  Quentin Bell: Virginia Woolf. Eine Biographie. Frankfurt a. M. 1982, ISBN 3-518-37253-X.
10. ↑  A Room of One’s Own. In: Walter Jens (Hrsg.): Kindlers Neues Literaturlexikon. Bd. 17, München 1992, S. 829.
11. ↑  1929. Virginia Woolf: A Room of One’s Own. In: Wolfgang Karrer, Erberhard Kreutzer (Hrsg.): Werke der englischen und amerikanischen Literatur. 1890 bis zur Gegenwart. München 1989.
12. ↑  „Als Frau ist mein Land die ganze Welt.“ Ikone des Feminismus Virginia Woolf. ORF.at, 24. Januar 2012.
13. ↑  Virginia Woolf. Pionierin des Feminismus (Memento vom 6. März 2014 im Internet Archive). Stern online, 25. Januar 2007.
14. ↑  „Als Frau ist mein Land die ganze Welt.“ Ikone des Feminismus Virginia Woolf. ORF.at, 24. Januar 2012.
15. ↑  A Room of One’s Own. In: Walter Jens (Hrsg.): Kindlers Neues Literaturlexikon. Bd. 17, München 1992, S. 830.
16. ↑  Virginia Woolf: Ein eigenes Zimmer / Drei Guineen. S. Fischer 2001, S. 16.
17. ↑  1929. Virginia Woolf: A Room of One’s Own. In: Wolfgang Karrer, Erberhard Kreutzer (Hrsg.): Werke der englischen und amerikanischen Literatur. 1890 bis zur Gegenwart. München 1989.
18. ↑  1929. Virginia Woolf: A Room of One’s Own. In: Wolfgang Karrer, Erberhard Kreutzer (Hrsg.): Werke der englischen und amerikanischen Literatur. 1890 bis zur Gegenwart. München 1989.
19. ↑  Virginia Woolf: Ein eigenes Zimmer / Drei Guineen. S. Fischer 2001, S. 113.
20. 1 2  Rezension der Neuübersetzung, FAZ 2. Mai 2002.
21. ↑  Ellen Ellrodt: Virginia Woolf und die Unabhängigkeit des Geistes. In: Katharina Kaminski: Die Frau als Kulturschöpferin. Königshausen & Neumann, 2000, ISBN 3-8260-1845-1, S. 187 f.
22. ↑  A Room of One’s Own. In: Walter Jens (Hrsg.): Kindlers Neues Literaturlexikon. Bd. 17, München 1992, S. 830.
23. ↑  Virginia Woolf: Ein eigenes Zimmer / Drei Guineen. S. Fischer 2001, S. 88.
24. ↑  Jost Schneider (Hrsg.): De Gruyter Lexikon. Methodengeschichte der Germanistik. Berlin 2009, S. 145.
25. ↑  Virginia Woolf: Ein eigenes Zimmer / Drei Guineen. S. Fischer 2001, S. 12.
26. ↑  Virginia Woolf: Ein eigenes Zimmer / Drei Guineen. S. Fischer 2001, S. 25.
27. ↑  Virginia Woolf: Ein eigenes Zimmer / Drei Guineen. S. Fischer 2001, S. 28.
28. ↑  Rüdiger Ahrens: Virginia Woolf. In: Lexikon der Englischen Literatur. Stuttgart 1979, S. 512.
29. ↑  Jost Schneider (Hrsg.): De Gruyter Lexikon. Methodengeschichte der Germanistik. Berlin 2009, S. 145.
30. ↑  Hans Ulrich Seeber (Hrsg.): Englische Literaturgeschichte. Stuttgart 1991, S. 343f.
31. ↑  Virginia Woolf: Ein eigenes Zimmer / Drei Guineen. S. Fischer 2001, S. 76.
32. ↑  Hans Ulrich Seeber (Hrsg.): Englische Literaturgeschichte. Stuttgart 1991, S. 343.
33. ↑  Virginia Woolf: Ein eigenes Zimmer / Drei Guineen. S. Fischer 2001, S. 90.
34. ↑  Virginia Woolf: Ein eigenes Zimmer / Drei Guineen. S. Fischer 2001, S. 85.
35. ↑  Englische Literaturgeschichte. Hrsg.: Hans Ulrich Seeber. Stuttgart 1991, S. 343f.
36. ↑  Rüdiger Ahrens: Virginia Woolf. In: Lexikon der Englischen Literatur. Stuttgart 1979, S. 513.
37. ↑  Virginia Woolf: Ein eigenes Zimmer / Drei Guineen. S. Fischer 2001, S. 31.
38. ↑  Virginia Woolf: Ein eigenes Zimmer / Drei Guineen. S. Fischer 2001, S. 35.
39. ↑  Virginia Woolf: Ein eigenes Zimmer / Drei Guineen. S. Fischer 2001, S. 39.
40. ↑  Virginia Woolf: Ein eigenes Zimmer / Drei Guineen. S. Fischer 2001, S. 98.
41. ↑  A Room of One’s Own. In: Walter Jens (Hrsg.): Kindlers Neues Literaturlexikon. Bd. 17, München 1992, S. 830.
42. ↑  Biographie Radclyffe Hall, fembio.org
43. ↑  Virginia Woolf: Ein eigenes Zimmer / Drei Guineen. S. Fischer 2001, S. 18.
44. ↑  Virginia Woolf: Ein eigenes Zimmer / Drei Guineen. S. Fischer 2001, S. 64.
45. ↑  Alice Walker: Auf der Suche nach den Gärten unserer Mütter. Frauenbuchverlag, München 1987, ISBN 978-3-88897-124-2.